# Bleez
Bleez es una antiheroína y supervillana ficticia que aparece en los cómics estadounidenses publicados por DC Comics. Creado por el escritor Geoff Johns y el artista Shane Davis, el personaje aparece por primera vez en Final Crisis: Rage of the Red Lanterns # 1 (diciembre de 2008).

## Historial de publicaciones
Creada por el escritor Geoff Johns y Shane Davis, hizo su primera aparición en Final Crisis: Rage of the Red Lanterns # 1, y desde entonces ha aparecido de manera prominente en varios otros títulos relacionados con Green Lantern, especialmente en la serie Green Lantern: New Guardians. Comenzó como una villana salvaje y despiadada, pero con el tiempo ha ganado el control de sus poderes y se ha convertido en una antiheroína, y en ocasiones se pone del lado de héroes como los Green Lanterns.
Ella es uno de los miembros más destacados del Red Lantern Corps. Ella es una extraterrestre del planeta Havania que fue incorporada a los Red Lanterns después de ser abusada y torturada por miembros del Sinestro Corps durante la Guerra de Sinestro Corps. Su raza tiene grandes alas con plumas, pero como parte de la tortura, las alas de Bleez fueron cortadas, cuando se convirtió en una Red Lantern, volvió a crecer la parte ósea de sus alas. En el universo reiniciado de DC Comics de "The New 52" de 2011, Bleez se unió a representantes de los siete Lantern Corps para formar "The New Guardians", liderado por el White Lantern Kyle Rayner. A veces, Bleez se ha opuesto al líder de Red Lantern Corps, Atrocitus, e incluso ha luchado contra él por el control del Cuerpo. A pesar de esto, ella es un miembro leal de los Red Lanterns, y generalmente sirve como uno de los principales ejecutores de Atrocitus.

## Biografía ficticia

### Origen
Bleez fue una vez una princesa en el planeta Havania, famosa por su gran belleza. Muchos hombres buscaron su mano, pero ella los rechazó a todos, a menudo de una manera extremadamente grosera y áspera. Dos de sus pretendientes, especialmente humillados, buscaron a un Sinestro Corpsman y lo tentaron con historias sobre la belleza de Bleez. Fue a Havania, donde asesinó a la madre de Bleez y capturó a Bleez, llevándola a Ranx la Ciudad Viviente. Durante algún tiempo durante los eventos de la Guerra de los Sinestro Corps, Bleez fue violada y torturada por miembros del Sinestro Corps, pero logró escapar cuando Ranx fue atacado durante la Batalla de Mogo. El Sinestro Corpsman que originalmente la había secuestrado la persiguió, la atrapó y la obligó a besarlo. Mientras estaba siendo empujada a sus límites por esta indignidad final, un anillo rojo encontró a Bleez y la incorporó al Red Lantern Corps. Su sangre se transformó en plasma ardiente y la vomitó en la garganta del ayudante. Antes de que pudiera recuperarse, ella lo mató con una furia ciega. Más tarde, ella estuvo entre la fuerza de ataque que tendió una emboscada a los Green Lanterns transportando a Sinestro de regreso a Korugar para su ejecución.

### Blackest Night
Durante Blackest Night, Bleez y el Red Lantern Corps lucharon junto a los otros Cuerpos contra el Black Lantern Antimonitor.

### Brightest Day
Durante Brightest Day, Guy Gardner y Ganthet hicieron un pacto con Atrocitus para buscar las Entidades Emocionales en respuesta a una profecía vista por Gardner. Gardner fue enviado a patrullar los Sectores Desconocidos de las Entidades, y Atrocitus envió a Bleez para "ayudarlo". Cuando Gardner intentó purificarse de la energía roja de Odym, Bleez lo detuvo.

### The New 52
En septiembre de 2011, "The New 52" reinició la continuidad de DC. En esta nueva línea de tiempo, Bleez tenía la tarea de encontrar y recuperar un anillo de poder rojo que había abandonado misteriosamente a su portador.. Esta tarea la llevó a enfrentarse a Green Lantern Kyle Rayner, quien había sido elegido por el anillo rebelde como su nuevo portador. Posteriormente, Bleez, junto con representantes de los otros Lantern Corps (incluidos Arkillo, Munk, Glomulus, Fatality y Saint Walker) rastrearon a Rayner hasta Oa, con la intención de recuperar el anillo de Red Lantern robado. Cuando llegaron a Oa, se vieron envueltos en una batalla con los Guardianes del Universo, durante la cual los Orange Lantern Corps atacaron la Ciudadela de Oan. A medida que la batalla se intensificaba, Rayner ordenó a Munk de la Tribu Indigo que teletransportara a los miembros del Cuerpo reunidos lejos de Oa. Huyeron al planeta de Okaara. Cuando Saint Walker intentó curarla con su anillo de poder azul, Bleez huyó y regresó a Ysmault para informar sobre lo que había aprendido. Cuando llegó a Ysmault, no pudo comunicar sus hallazgos a Atrocitus, debido a la inmensa rabia que nublaba su mente. Frustrado, Atrocitus la arrojó al Océano Sangriento de Ysmault, un acto que restauró no solo sus recuerdos, sino también su autocontrol, lo que le permitió tener el control total de sus acciones y comportamiento. Más tarde se reunió con los otros Nuevos Guardianes mientras luchaban contra el Arcángel Invictus en el Orrery. Después de que Rayner convenció a Invictus de que los dejara ir a cambio de asesinar a Larfleeze, Bleez acompañó a Rayner a la Tierra para que pudiera recargar su anillo, lo que los llevó a un breve conflicto con Escarabajo Azul y un cazarrecompensas alienígena. Luego, regresó a Ysmault por asuntos no especificados, solo para ser traída de regreso al equipo por Munk por orden de Rayner. Se unió al resto de los Guardianes para derrotar a Larfleeze e Invictus, y estuvo presente cuando Sayd admitió haber robado los seis anillos de poder para ayudar a Rayner a aprender a dominar el espectro emocional para poder salvar a Ganthet. Como los otros Nuevos Guardianes, Bleez se negó a tener nada más que ver con un equipo construido sobre el engaño y el asesinato, y una vez más partió hacia Ysmault.

#### Red Lanterns
A raíz de la Guerra de los Green Lanterns y la muerte del pícaro Guardián Krona, Atrocitus sintió que su rabia se atenuaba y temió estar perdiendo el control de su Cuerpo. Decidió levantar uno de sus Red Lanterns, haciéndolos casi iguales. Eligió a Bleez como su nueva segunda al mando y la arrojó al Océano Sangriento para restaurar su intelecto y recuerdos. Después de que ella emergió del océano, la llevó de regreso a su planeta natal de Havania, donde se enfrentó al Conde Liib y al Barón Ghazz, los hombres que habían sido responsables de su secuestro y tortura por parte de los Sinestro Corps. Después de matar a Ghazz, ella y Atrocitus no estuvieron de acuerdo sobre el destino de Liib. Bleez quería dejarlo con vida y cazarlo más tarde, pero Atrocitus, desinteresado en sus 'sutilezas', simplemente lo mató de inmediato. A pesar de este choque inicial, los acontecimientos parecían progresar sin problemas. Bleez pudo recuperar algo de control sobre los Red Lanterns, pero Atrocitus llegó a creer que estaba manipulando al Cuerpo para sus propios fines. Cuando Atrocitus decidió sumergir a tres Red Lanterns más en el Océano Sangriento para mantener a raya a Bleez, ella intentó disuadirlo, señalando que el trauma de recuperar sus recuerdos podría volverlos locos. Después de que el cuerpo de Krona desapareciera de Ysmault, Atrocitus atacó a Bleez, creyendo que ella era la responsable. Ella se mantuvo firme contra él, haciendo que los otros Red Lanterns se dieran cuenta de que Atrocitus estaba perdiendo su rabia y su concentración. Posteriormente, Bleez tomó el control del Cuerpo, llevándolos a una búsqueda por toda la galaxia de Sinestro, a quien consideró responsable en última instancia de su condición.
Después de que la batería central de Red Lantern fue envenenada por Abysmus, Bleez regresó a Ysmault con sus Red Lanterns, entrando brevemente en conflicto con Atrocitus, quien había sido atraído por la batería agonizante. Después de que Atrocitus reafirmó su liderazgo sobre el Cuerpo, Bleez decidió enfrentarse a los Star Sapphires, a quienes ella creía que eran responsables de la destrucción de la batería. Bleez dirigió un escuadrón de Red Lanterns, incluidos Rankorr, Zilius Zox y Ratchet, a Zamaron para enfrentarse a los Sapphires, solo para ser derrotado y capturado por ellos. La Star Sapphire Fatality intentó convertir a Bleez en una Star Sapphire, usando su anillo violeta para envolver a Bleez en una cúpula cristalina. Bleez, a su vez, intentó envenenar a Fatality con un poco de su propia sangre, en un esfuerzo por convertirla en una Linterna Roja. Fatality intentó hacer ver a Bleez que podía ser redimida por la luz violeta del amor. Bajo la influencia del cristal, Bleez finalmente admitió que todos sus actos de venganza no le habían traído la paz y casi aceptó un anillo violeta de Fatality. Sin embargo, antes de que pudiera tomar el anillo, Atrocitus mató a Abysmus y restauró la batería central, con lo cual el anillo de Bleez volvió a su fuerza completa. Ella rechazó a los Star Sapphires y regresó a Ysmault con sus Red Lanterns.
Durante los eventos de Rise of the Third Army, Bleez fue uno de los primeros Red Lanterns en encontrarse con el Tercer Ejército, cuando ella y varios otros Rojos fueron atacados por drones del Tercer Ejército en el planeta Arhtky. Mientras Atrocitus reunió al resto del Cuerpo para enfrentarse a los Guardianes y al Primer Linterna, ordenó a Rankorr que regresara a la Tierra y matara a Baxter, el hombre indirectamente responsable de su transformación en Red Lantern. Bleez decidió acompañar a Rankorr para asegurarse de que la escritura se hiciera correctamente. Rankorr encontró rápidamente a Baxter, pero dudó en matarlo. Bleez respondió envenenando a Baxter con su sangre de napalm, lo que Rankorr interpretó como su intento de demostrar que todavía era digna de ser una Red Lantern después de casi aceptar un anillo Star Sapphire de Fatality. Bleez admitió que de hecho había sido tentada por la oferta de Fatality, y que una parte de ella anhelaba ser algo más que un Red Lantern, pero que no había otro camino para ella ni para él. Luego intentó seducir a Rankorr para poder obtener su sangre, lo que le permitiría crear construcciones de luz. Rankorr la rechazó y escapó, intentando vivir la vida como un humano. Bleez lo localizó y nuevamente intentó tomar su sangre, pero fue interrumpida por Atrocitus, quien emitió una orden para que todos los Red Lanterns lo cazaran y lo mataran, ya que ahora se consideraba responsable de la destrucción de su mundo natal. Ella se unió al resto del Cuerpo para atacar a Atrocitus, durante el cual finalmente experimentó la verdadera profundidad de la rabia de su Cuerpo. Declarándose a sí mismo 'renacido', Atrocitus llevó a los Red Lanterns a Oa para destruir a los Guardianes para siempre. Llegaron al clímax de la batalla con Volthoom y ayudaron en su derrota. Después de la batalla, Bleez llevó a los Red Lanterns de regreso a Ysmault, donde encontraron las Cuatro Inversiones que intentaban destruir la batería de energía central. Su magia oscura casi derrotó a los Linternas reunidos, pero Bleez pudo resistir su hechicería y huyeron. Skallox sugirió que debería asumir el liderazgo del Cuerpo, pero antes de que pudiera decidir de una forma u otra, Atrocitus regresó al planeta y le volvió a jurar lealtad.

### DC Rebirth
En "DC Rebirth", Bleez era un Red Lantern que acompañó a Atrocitus y al Red Lantern Corps a la Tierra, donde la Torre del Infierno había echado raíces. Allí comenzaría el Amanecer Rojo, terraformando la Tierra en un nuevo mundo natal de Red Lantern para salvarlos de la extinción. A su llegada, fue enviada por Atrocitus para atacar a Simon Baz y Jessica Cruz, evitando que destruyan la Torre del Infierno. Después de participar, rápidamente derrotó a Jessica y casi mata a Simon, aunque Jessica la atacó con una explosión de poder. Una enfurecida Bleez lanzó a Jessica a través de un edificio y procedió a continuar matando a Simon. Sin embargo, Simon se las arregló para usar su fuerza de voluntad para curarla de la rabia. Estaba horrorizada por sus hechos y estaba a punto de recaer en la rabia para castigarse a sí misma cuando Simon logró convencerla de comenzar una nueva vida. Sin embargo, una Jessica recuperada la atacó, y ella voló furiosa, escondiéndose tanto del Red Lantern Corps como del Green Lantern Corps.

## Poderes y habilidades
Bleez usa un anillo de poder rojo, del cual deriva todas sus habilidades. El anillo canaliza la luz roja de la ira y le otorga la mayoría de las mismas habilidades que otros anillos de poder, incluido el vuelo, la fuerza mejorada y la generación de campos de fuerza. El anillo también ha transformado su sangre en un fluido ardiente y altamente corrosivo, al que los Red Lanterns denominan 'napalm'. Puede regurgitar este napalm como arma ofensiva; es capaz de devorar casi cualquier material conocido, destruyendo a Black Lanterns más rápido de lo que pueden regenerarse y corrompiendo otros anillos de poder sin posibilidad de reparación. Dado que el anillo ha reemplazado su corazón, no puede quitárselo sin correr el riesgo de morir por un paro cardíaco. Ella también es vulnerable a la luz azul y violeta, que puede revertir los efectos de un anillo rojo. Debido a estar inmersa en el Océano Sangriento de Ysmault, ha recuperado su intelecto y sus recuerdos, a diferencia de muchos de los otros Red Lanterns.

## En otros medios

### Televisión
- Bleez aparece en Linterna Verde: La Serie Animada, con la voz de Grey DeLisle.[23]
- Bleez aparece en el episodio de Justice League Action, "Rage of the Red Lanterns", con la voz de Rachel Kimsey.[23]
- Bleez aparece de cameo en la serie de DC Super Hero Girls, episodio "#RageCat".

### Película
Bleez aparece en DC Super Hero Girls: Juegos Intergalácticos, con la voz de Stephanie Sheh.

### Videojuegos
- Bleez aparece en DC Universe Online.
- Bleez aparece como un personaje invocable en Scribblenauts Unmasked: A DC Comics Adventure.[24]
- Bleez aparece como un personaje jugable en Lego Batman 3: Beyond Gotham, con la voz de Erica Luttrell.[23][25]
- Bleez aparece en Injustice 2 como parte del final de Atrocitus. Después de que asesina a Brainiac, ella y los otros Red Lanterns expulsan a Atrocitus de Ysmult por matar indirectamente a las muchas civilizaciones que Brainiac había reunido y lo persiguen con una furia vengativa. Cuando están a punto de matarla, son atacados y derrotados por la entidad de la compasión Prosélito. Cuando Atrocitus reforma el Red Lantern Corps para mostrar compasión por los infractores menores, se demuestra que Bleez ha sido perdonada y convertida en miembro del nuevo Cuerpo.
- Bleez aparece como un personaje jugable en DC Unchained.

### Misceláneos
Bleez aparece en la serie web DC Super Hero Girls, con la voz de Stephanie Sheh.Esta versión es una estudiante de la Academia Korugar.